# Rapolas Saulius
Rapolas Saulius (* 15. Februar 1996) ist ein litauischer Hürdenläufer, der sich auf die 110-Meter-Distanz spezialisiert hat.

## Sportliche Laufbahn
Erste internationale Erfahrungen sammelte Rapolas Saulius im Jahr 2013, als er bei den Jugendweltmeisterschaften in Donezk im 110-Meter-Hürdenlauf mit 14,19 s in der ersten Runde ausschied, wie auch bei den Juniorenweltmeisterschaften in Eugene im Jahr darauf, bei denen er ebenfalls 14,19 s lief. Auch bei den Junioreneuropameisterschaften 2015 in Eskilstuna schied er mit 14,37 s im Vorlauf aus. 2017 nahm er an der Sommer-Universiade in Taipeh teil und erreichte dort das Halbfinale, in dem er mit 14,06 s ausschied und zuvor scheiterte er bei den U23-Europameisterschaften in Bydgoszcz mit 14,20 s in der Vorrunde. 2019 erreichte er bei den Europaspielen in Minsk in 14,35 s Rang 20 und schied anschließend bei den Studentenweltspielen in Neapel mit 14,49 s in der ersten Runde aus. 2021 startete er bei den Halleneuropameisterschaften in Toruń über 60 m Hürden, schied dort aber mit 7,90 s im Vorlauf aus.
Von 2015 bis 2020 wurde Saulius litauischer Meister im 110-Meter-Hürdenlauf sowie 2015, 2016 und 2019 auch über 400 m Hürden. Zudem siegte er 2020 auch in der 4-mal-100-Meter-Staffel seines Vereins. In der Halle siegte er 2015 und 2016 sowie 2020 und 2021 im 60-Meter-Hürdenlauf.

## Persönliche Bestzeiten
- 110 m Hürden: 13,93 s (+1,8 m/s), 25. Juni 2017 in Tel Aviv-Jaffa
  - 60 m Hürden (Halle): 7,88 s, 21. Februar 2021 in Klaipėda
- 400 m Hürden: 52,45 s, 24. Juni 2017 in Tel Aviv